# Karoline Amalie de Hesse-Kassel
Karoline Amalie de Hesse-Kassel (11 iulie 1771, Hanau – 22 februarie 1848, Gotha), a fost prințesă germană și membră a Casei de Hesse-Kassel. Prin căsătorie a devenit ducesă consort de Saxa-Gotha-Altenburg.
A fost fiica landgrafului (mai târziu Prinț) Wilhelm I și a soției sale, Prințesa Wilhelmina Caroline a Danemarcei și Norvegiei, fiica regelui Frederic al V-lea al Danemarcei.

## Biografie
La 24 aprilie 1802 s-a căsătorit cu Augustus, Duce de Saxa-Gotha-Altenburg, care în 1804 a succedat la conducerea ducatului. Mariajul a rămas fără copii.
| Karoline Amalie de Hesse-Kassel Casa de Hesse-KasselRamură a Casa de HesseNaștere: 11 iulie 1771 Deces: 22 februarie 1848 |                                                                      | |
| Regalitate germană |                                                                      | |
| Predecesor: Charlotte de Saxa-Meiningen                                                                                   | Ducesă consort de Saxa-Gotha-Altenburg 20 aprilie 1804 - 27 mai 1822 | Linia de Saxa-Gotha-Altenburg a dispărut și a fost împărțită între Saxa-Coburg-Saalfeld și Saxa-Hildburghausen pentru a forma Saxa-Coburg și Gotha și Saxa-Altenburg |

1. ↑  Find a Grave, accesat în 28 noiembrie 2024